# Ava Gardner
Ava Lavinia Gardner (Smithfield, 24 de dezembro de 1922 — Londres, 25 de janeiro de 1990) foi uma atriz e cantora norte-americana. Indicada ao Oscar, é considerada uma das 50 maiores estrelas do cinema estadunidense, segundo o American Film Institute.
Gardner assinou contrato com a Metro-Goldwyn-Mayer em 1941 e apareceu principalmente em pequenos papéis até chamar a atenção com sua atuação em The Killers (1946). Ela foi indicada ao Oscar de Melhor Atriz por seu trabalho em Mogambo (1953), e também recebeu indicações ao BAFTA Award e ao Globo de Ouro por outros filmes.
Gardner apareceu em vários filmes de alto nível das décadas de 1940 a 1970, incluindo The Hucksters (1947), Show Boat (1951), Pandora e o Flying Dutchman (1951), The Snows of Kilimanjaro (1952), The Barefoot Contessa (1954), Junção de Bhowani (1956), Na Praia (1959), 55 Dias em Pequim (1963), Sete Dias em maio (1964), A Noite da Iguana (1964), A Bíblia: No Início ... (1966), Mayerling (1968), The Life and Times of Judge Roy Bean (1972), Earthquake (1974) e Cassandra Crossing (1976). Gardner continuou a atuar regularmente até 1986, quatro anos antes de sua morte em Londres, em 1990, aos 67 anos.

## Início da vida
Ava Lavinia Gardner nasceu em 24 de dezembro de 1922, em Grabtown, Carolina do Norte ,a caçula de sete filhos. Ela tinha dois irmãos mais velhos, Raymond e Melvin, e quatro irmãs mais velhas, Beatrice, Elsie Mae, Inez e Myra. Seus pais, Mary Elizabeth "Molly" (née Baker; 1883-1943) e Jonas Bailey Gardner (1878-1938), eram pobres produtores de algodão e tabaco. Embora os relatos de seu passado variem, a única ascendência documentada de Gardner era o inglês.
Ela foi criada na fé batista de sua mãe. Enquanto as crianças ainda eram jovens, os Gardners perderam suas propriedades, forçando Jonas Gardner a trabalhar em uma serraria e Molly a começar a trabalhar como cozinheira e empregada doméstica em um dormitório para professores da Brogden School, nas proximidades. Quando Gardner tinha sete anos, a família decidiu tentar a sorte em uma cidade maior, Newport News, Virgínia, onde Molly Gardner encontrou trabalho gerenciando uma pensão para os muitos trabalhadores navais da cidade. Enquanto estava em Newport News, o pai de Gardner ficou doente e morreu de bronquite em 1938, quando Ava tinha 15 anos. Após a morte de Jonas Gardner, a família mudou-se para Rock Ridge, perto de Wilson, Carolina do Norte, onde Molly Gardner dirigia outra pensão para professores. Gardner cursou o ensino médio em Rock Ridge e se formou em 1939. Depois, frequentou as aulas de secretariado no Atlantic Christian College em Wilson por cerca de um ano.

## Carreira

### 1941-1945

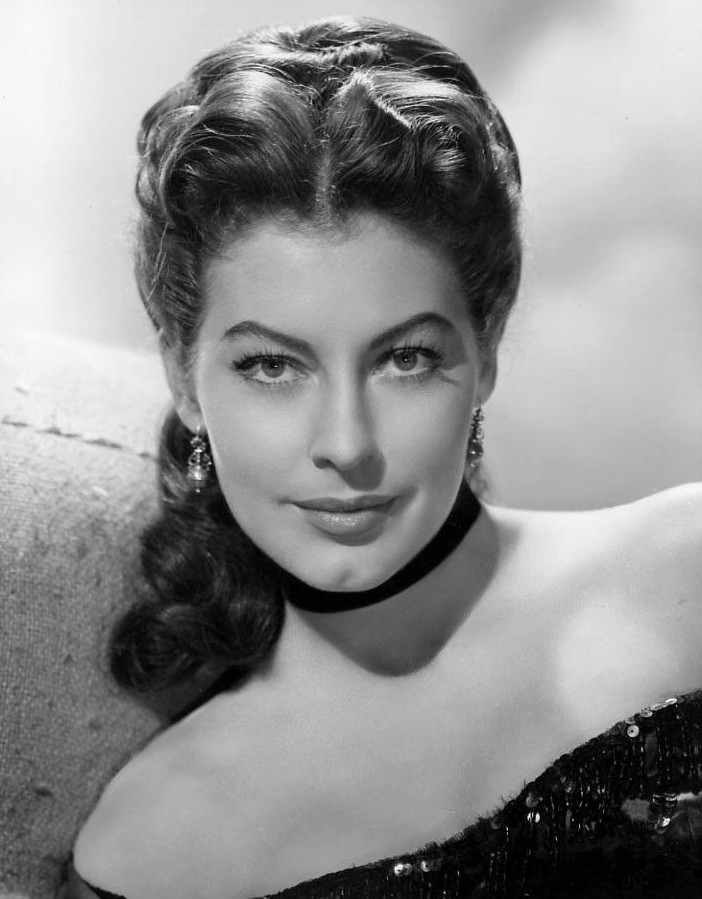
Ava Gardner em 1951.

Gardner estava visitando sua irmã Beatrice em Nova York em 1941, quando o marido de Beatrice, Larry Tarr, um fotógrafo profissional, ofereceu-se para tirar seu retrato. Ele ficou tão satisfeito com os resultados que exibiu o produto acabado na janela da frente do seu Estúdio de Fotografia Tarr na Quinta Avenida.
Um funcionário jurídico da Loews Theatres, Barnard Duhan, localizou a foto de Gardner no estúdio de Tarr. Na época, Duhan costumava se apresentar como um caçador de talentos da MGM para conhecer garotas, usando o fato de a MGM ser uma subsidiária da Loews. Duhan entrou no escritório de Tarr e tentou obter o número de Gardner, mas foi recusado pela recepcionista. Duhan fez o comentário: "Alguém deveria enviar suas informações para a MGM", e os Tarr o fizeram imediatamente. Pouco depois, Ava, que na época era estudante do Atlantic Christian College, viajou a Nova York para ser entrevistada no escritório da MGM por Al Altman, chefe do departamento de talentos da MGM em Nova York. Com as câmeras rodando, ele instruiu a jovem de 18 anos a caminhar em direção à câmera, virar e ir embora, depois reorganizar algumas flores em um vaso. Ele não tentou gravar a voz dela porque seu sotaque sulista dificultava sua compreensão para ele. Louis B. Mayer , chefe do estúdio, no entanto, enviou um telegrama para Altman: "Ela não sabe cantar, não sabe atuar, não sabe falar, é fantástica!". Ela recebeu um contrato padrão da MGM e deixou a escola para Hollywood em 1941, com sua irmã Beatrice a acompanhando. A primeira ordem de negócios da MGM era fornecer a ela um treinador de fala, pois seu sotaque da Carolina do Norte era quase incompreensível para eles.

### 1946-1964

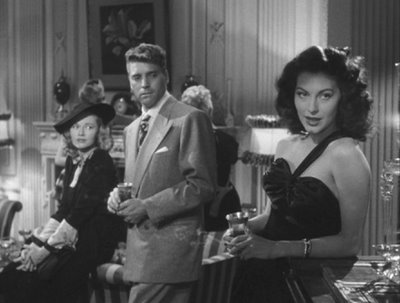
Gardner em The Killers (1946)

Após cinco anos de pequenos papéis, principalmente na MGM e muitos deles sem créditos, Gardner ganhou destaque no filme The Killers (1946), interpretando Kitty Collins.
Outros filmes incluem The Hucksters (1947), Show Boat (1951), The Snows of Kilimanjaro (1952), Lone Star (1952), Mogambo (1953), The Barefoot Contessa (1954), Bhowani Junction (1956), The Sun Also Nasce (1957) e On the Beach (1959). Em The Barefoot Contessa ela desempenhou o papel de beleza condenada Maria Vargas, uma mulher ferozmente independente que vai de dançarina espanhola a estrela de cinema internacional com a ajuda de um diretor de Hollywood interpretado por Humphrey Bogart, com consequências trágicas.

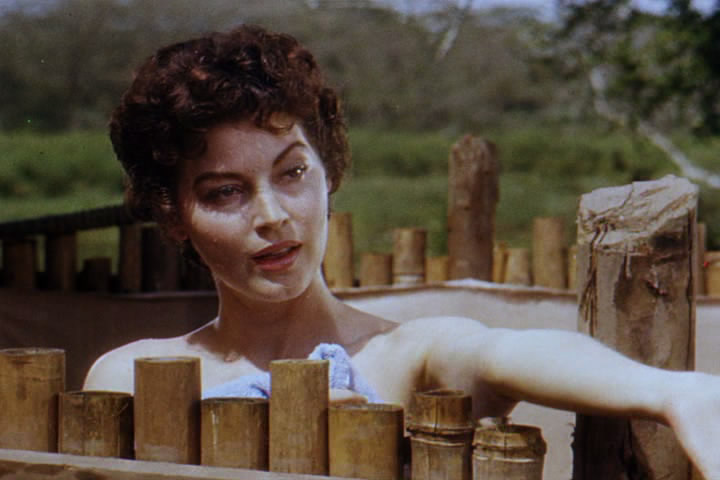
Gardner em Mogambo (1953).

Gardner estrelou como Guinevere em Cavaleiros da Távola Redonda (1953), ao lado do ator Robert Taylor como Sir Lancelot. Indicativo de sua sofisticação, ela retratou uma duquesa, uma baronesa e outras damas da linhagem real em seus filmes da década de 1950.
Fora das câmeras, ela podia ser espirituosa e concisa, como em sua avaliação do diretor John Ford, que dirigiu Mogambo ("O homem mais malvado do mundo. Absolutamente mau. Adorava-o!").
Ela foi cotada entre Charlton Heston e David Niven por 55 Dias em Pequim (1963), que foi ambientada na China durante a Rebelião dos Pugilistas em 1900. No ano seguinte, ela desempenhou seu último papel principal em um filme aclamado pela crítica, The Night of the Iguana (1964), baseado em uma peça de Tennessee Williams, e estrelado por Richard Burton como clérigo ateu e Deborah Kerr como uma artista gentil viajando com seu velho avô poeta. John Huston dirigiu o filme em Puerto Vallarta, México, insistindo em fazer o filme em preto e branco - uma decisão que mais tarde se arrependeu por causa das cores vivas da flora. Gardner recebeu faturamento abaixo de Burton, mas acima de Kerr. Ela foi indicada ao BAFTA e ao Globo de Ouro por sua atuação.
Em seguida, apareceu novamente com Burt Lancaster, sua coestrela de The Killers, desta vez junto com Kirk Douglas e Fredric March, em Seven Days in May (1964), um thriller sobre uma tentativa de aquisição militar do governo dos EUA. Gardner interpretou um antigo interesse amoroso de Lancaster, que poderia ter sido fundamental na prevenção de Douglas contra um golpe contra o Presidente dos Estados Unidos.

### 1965-1986

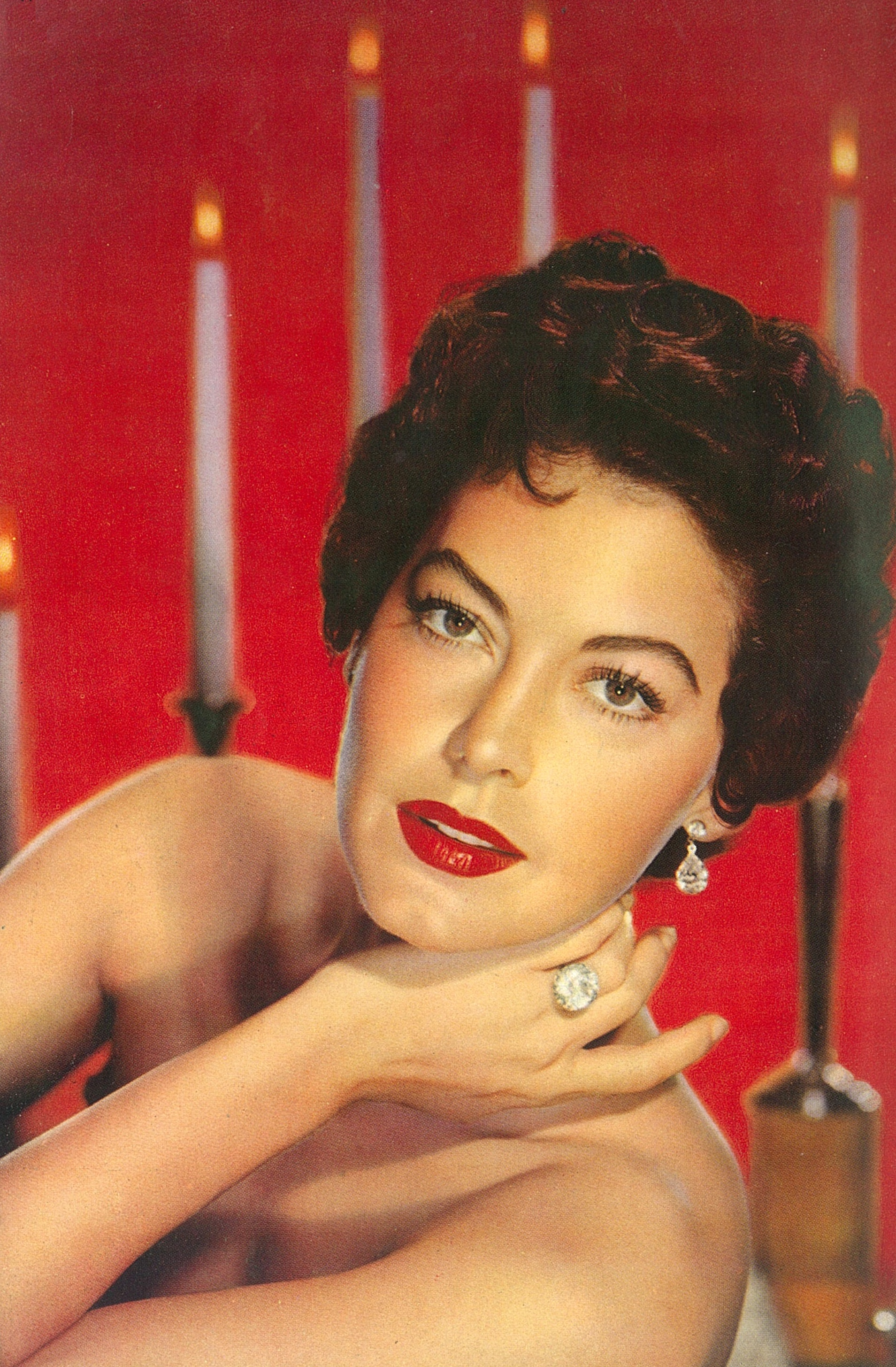
Ava Gardner em dezembro de 1953.

John Huston escolheu Gardner para o papel de Sarah, a esposa de Abraão (interpretado por George C. Scott), na produção The Bible: In the Beginning ... , que foi lançado em 1966. Em 1964, ela explicou por que aceitou o papel:
Ele [Huston] tinha mais fé em mim do que eu. Agora fico feliz por ouvir, pois é um papel desafiador e muito exigente. Começo como uma jovem esposa, e envelheço por vários períodos, forçando-me a me ajustar psicologicamente a cada idade. É uma partida completa para mim, e mais intrigante. Nesse papel, devo criar um personagem, não apenas interpretá-lo.
Dois anos depois, em 1966, Gardner procurou brevemente o papel de Mrs. Robinson em The Graduate (1967) de Mike Nichols. Ela teria ligado para Nichols e disse: "Quero ver você! Quero falar sobre essa coisa de pós - graduação !" Nichols nunca a considerou seriamente para o papel, preferindo escalar uma mulher mais jovem (Anne Bancroft tinha 35 anos, enquanto Gardner 44), mas ele visitou o hotel dela, onde contou mais tarde ", ela se sentou em uma pequena mesa francesa com um telefone., ela passou por todos os clichês de estrelas de cinema. Ela disse: 'Tudo bem, vamos falar sobre o seu filme. Antes de tudo, eu me despojo de ninguém.".
Gardner se mudou para Londres em 1968, passando por uma histerectomia eletiva para aliviar suas preocupações de contrair o câncer uterino que havia reivindicado a vida de sua mãe. Naquele ano, ela apareceu em Mayerling, no qual ela desempenhou o papel de apoio da austríaca Imperatriz Isabel da Áustria, em frente James Mason como o imperador Francisco José I de Áustria.
Ela apareceu em vários filmes de desastre ao longo da década de 1970, notadamente Terremoto (1974) com Heston, Cassandra Crossing (1976) com Lancaster e o filme canadense City on Fire (1979). Ela apareceu brevemente como Lillie Langtry no final de The Life and Times of judge Roy Bean (1972), e em The Blue Bird (1976). Seu último filme foi Regina Roma (1982). Nos anos 80, atuou principalmente na televisão, incluindo o remake da minissérie The Long, Hot Summer e em um arco de história em Knots Landing (ambos em 1985).

## Vida pessoal

### Casamentos

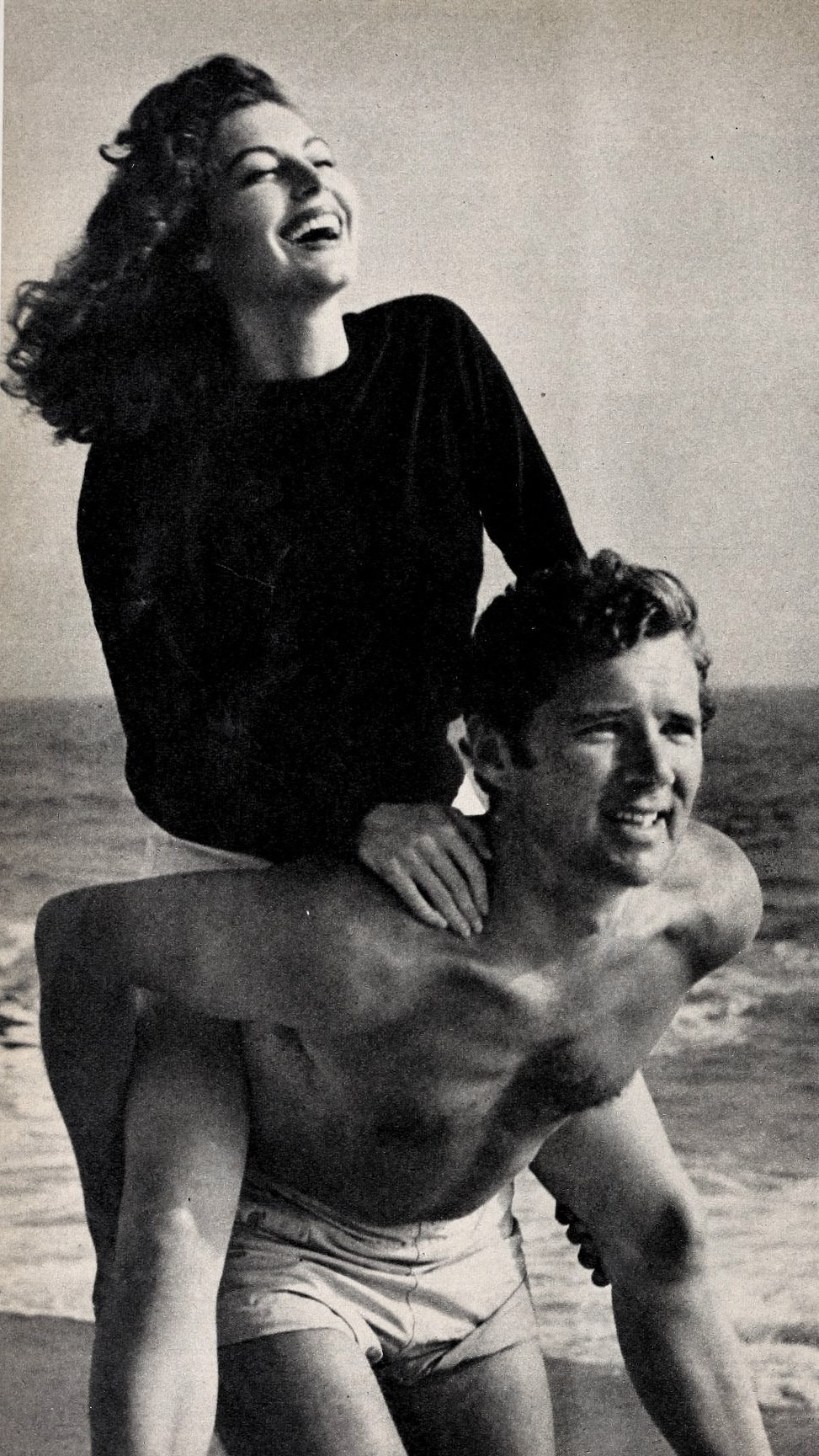
Ava Gardner e Howard Duff em 1948.

Logo depois que Gardner chegou a Los Angeles, ela conheceu o colega contratado da MGM Mickey Rooney; eles se casaram em 10 de janeiro de 1942. A cerimônia foi realizada na remota cidade de Ballard, Califórnia, porque Louis B. Mayer, diretor da MGM, estava preocupado que os fãs abandonassem a série de filmes de Andy Hardy, de Rooney, se soubesse que sua estrela era casada. Em grande parte devido ao adultério em série de Rooney, Gardner se divorciou dele em 1943, mas concordou em não revelar a causa para não afetar sua carreira.
O segundo casamento de Gardner foi breve, também, com o músico de jazz e líder de banda Artie Shaw, de 1945 a 1946. Shaw já havia sido casado com Lana Turner. O terceiro e último casamento de Gardner foi com o cantor e ator Frank Sinatra, de 1951 a 1957. Mais tarde, ela disse em sua autobiografia que ele era o amor de sua vida. Sinatra deixou sua esposa, Nancy, por Gardner, e o casamento subsequente ganhou as manchetes.
Sinatra foi criticado pelos colunistas de fofocas Hedda Hopper e Louella Parsons, pelo estabelecimento de Hollywood, pela Igreja Católica Romana e por seus fãs por deixarem sua esposa por uma mulher fatal. Gardner usou sua considerável influência, particularmente com Harry Cohn, para fazer Sinatra ser escalado para o papel vencedor do Oscar em From Here to Eternity (1953). Esse papel e o prêmio revitalizaram as carreiras de atuação e canto de Sinatra.
O casamento Gardner-Sinatra foi tumultuado. Gardner confidenciou a Artie Shaw, seu segundo marido, que: "Com ele [Frank], é impossível ... É como estar com uma mulher. Ele é tão gentil. É como se ele achasse que eu iria me separar, como se eu fosse um pedaço de porcelana de Dresden, e ele vai me machucar.". Durante o casamento, Gardner engravidou duas vezes, mas abortou as duas gestações. "A MGM tinha todo tipo de cláusula penal sobre as estrelas terem filhos", de acordo com a autobiografia dela, publicada oito meses após sua morte. Gardner e Sinatra permaneceram bons amigos pelo resto de sua vida. Do apoio que Sinatra deu a Gardner, Ian McKellen comentou que "Se você foi casado com Frank Sinatra, não precisa de um agente".

### Relações

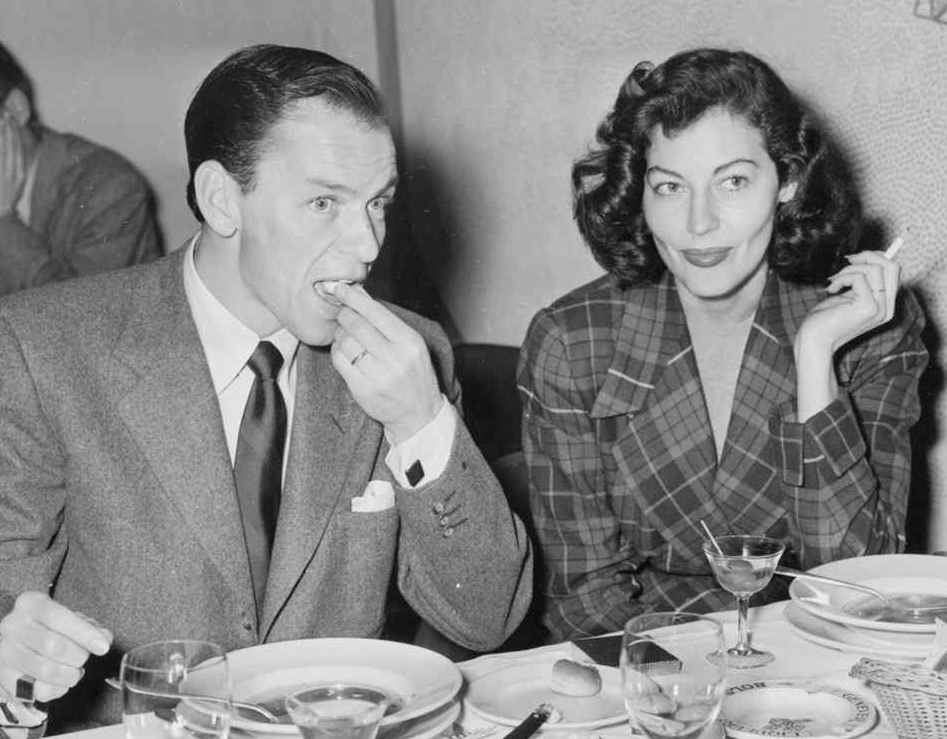
Gardner (à direita) com Frank Sinatra em 1951.

Gardner tornou-se amiga do empresário e aviador Howard Hughes no início e meados da década de 1940, e o relacionamento durou até a década de 1950. Gardner afirmou em sua autobiografia, Ava: My Story, que ela nunca se apaixonou por Hughes, mas ele esteve dentro e fora de sua vida por cerca de 20 anos. A confiança de Hughes em Gardner foi o que manteve o relacionamento vivo. Ela o descreveu como "dolorosamente tímido, completamente enigmático e mais excêntrico ... do que alguém que ela já conheceu".
Depois que Gardner se divorciou de Sinatra em 1957, ela se mudou para a Espanha, onde iniciou uma amizade com o escritor Ernest Hemingway (ela havia estrelado uma adaptação de O Sol Também Nasce naquele ano e, cinco anos antes, Hemingway havia pedido com sucesso ao produtor Darryl F. Zanuck para escalar Gardner em As Neves do Kilimanjaro, um filme que adaptou vários de seus contos). Enquanto estava com Hemingway em sua casa em San Francisco de Paula, em Havana, Cuba, Gardner nadou sozinha sem um maiô na piscina. Depois de observá-la, Hemingway ordenou a sua equipe: "A água não deve ser esvaziada". Sua amizade com Hemingway fez com que ela se tornasse fã de touradas e toureiros, como Luis Miguel Dominguín, que se tornou seu amante, ou ainda, Mário Coelho. "Era uma espécie de loucura, querida", ela disse mais tarde.
Gardner também esteve envolvida em um relacionamento com seu namorado e companheiro, o ator americano Benjamin Tatar, que trabalhou na Espanha como diretor de dublagem em língua estrangeira. Tatar mais tarde escreveu uma autobiografia na qual discutiu seu relacionamento com Gardner, embora o livro nunca tenha sido publicado.

### Religião e visões políticas
Embora Gardner tenha sido exposta ao cristianismo ao longo de seus primeiros anos, ela se identificou como ateia mais tarde na vida. A religião nunca teve um papel positivo em sua vida, segundo os biógrafos e a própria Gardner, em sua autobiografia Ava: My Story. Sua amiga Zoe Sallis, que a conheceu no set de A Bíblia: No começo ... quando Gardner morava com John Huston em Puerto Vallarta, disse que Gardner sempre parecia despreocupada com a religião. Quando Sallis perguntou a ela sobre religião uma vez, Gardner respondeu: "Isso não existe". Outro fator que contribuiu para isso foi a morte do pai de Gardner em sua juventude, afirmando: "Ninguém queria conhecer o papai quando ele estava morrendo. Ele estava tão sozinho. Ele estava com medo. Eu podia ver o medo nos olhos dele quando ele estava morrendo. Eu fui ver o pregador, o cara que me batizou. Eu implorei que ele viesse visitar o papai, só para falar com ele, sabe? Dê-lhe uma bênção ou algo assim. Mas ele nunca o fez. Ele nunca veio. Deus, eu o odiava, bastardos frios assim deveriam ... eu não sei ... eles deveriam estar em outra raquete, eu sei disso. Eu não tinha tempo para religião depois disso. Eu nunca orei Eu nunca disse outra oração." No que diz respeito à política, Gardner foi uma democrata ao longo da vida.

## Morte
Depois de uma vida inteira fumando, Gardner sofria de enfisema e de um distúrbio autoimune não identificado. Dois golpes em 1986 a deixaram parcialmente paralisada e acamada. Embora Gardner pudesse arcar com suas despesas médicas, Sinatra queria pagar por sua visita a um especialista nos Estados Unidos, e ela permitiu que ele fizesse os arranjos para um avião particular com pessoal médico. Sofreu uma queda forte uma semana antes de morrer e ficou deitada no chão, sozinha e incapaz de se mover, até a governanta voltar. Suas últimas palavras (para sua empregada) foram declaradamente "Estou tão cansada". Ela morreu de pneumonia aos 67 anos, em sua casa em Londres, 34 Ennismore Gardens, onde vivia desde 1968.
Gardner foi enterrada no Sunset Memorial Park, Smithfield, Carolina do Norte, ao lado de seus irmãos e pais, Jonas (1878–1938) e Molly Gardner (1883–1943). A cidade de Smithfield agora tem um Museu Ava Gardner incorporado em 1996.

## Prêmios

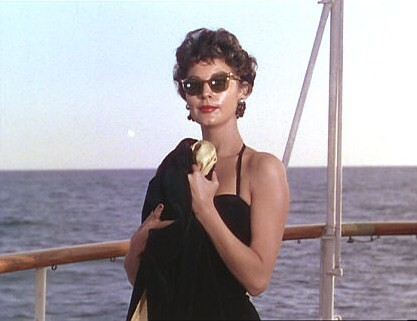
Ava Gardner em A Condessa Descalça.

Gardner foi indicada ao Oscar por Mogambo (1953); o prêmio foi ganho por Audrey Hepburn por Roman Holiday. Sua atuação como Maxine Faulk em A Noite da Iguana (1964) foi bem revista, e indicada ao BAFTA Award e ao Globo de Ouro. Além disso, Ava Gardner ganhou a Silver Shell de Melhor Atriz no Festival Internacional de Cinema de San Sebastián em 1964 por sua atuação em A Noite da Iguana.

### Academy Awards
Indicação
- 1954 Melhor Atriz, Mogambo

### BAFTA Awards
Indicações
- 1957 Melhor Atriz Estrangeira, Bhowani Junction
- 1960 Melhor Atriz Estrangeira, On the Beach
- 1965 Melhor Atriz Estrangeira, The Night of the Iguana

### Golden Globes
Indicação
- 1965 Best Motion Picture Actress - Drama, The Night of the Iguana

### Laurel Awards
Indicação
- 1958 Top Estrela Feminina - sétimo lugar

### San Sebastián International Film Festival
- 1964 Melhor Atriz, The Night of the Iguana

## Filmografia
| Ano  | Título                                | Papel                                   | Diretor                 | Co-estrelas                                                                             |
| ---- | ------------------------------------- | --------------------------------------- | ----------------------- | --------------------------------------------------------------------------------------- |
| 1941 | Fancy Answers (sem créditos)          | Girl at Recital                         | Basil Wrangell          | Byron Foulger                                                                           |
| 1941 | Shadow of the Thin Man (sem créditos) | Passerby                                | W.S. Van Dyke           | William Powell, Myrna Loy, Barry Nelson                                                 |
| 1941 | H.M. Pulham, Esq. (sem créditos)      | Young Socialite                         | King Vidor              | Hedy Lamarr, Robert Young, Ruth Hussey                                                  |
| 1941 | Babes on Broadway (sem créditos)      | Extra in Final Scene - Smiling at Tommy | Busby Berkeley          | Mickey Rooney, Judy Garland, Fay Bainter                                                |
| 1942 | We Do It Because- (sem créditos)      | Lucretia Borgia                         | Basil Wrangell          | Mark Daniels, Tom Herbert                                                               |
| 1942 | Joe Smith, American (sem créditos)    | Miss Maynard, Secretary                 | Richard Thorpe          | Robert Young, Marsha Hunt, Harvey Stephens                                              |
| 1942 | This Time for Keeps (sem créditos)    | Girl in car lighting cigarette          | Charles Reisner         | Ann Rutherford, Robert Sterling, Guy Kibbee                                             |
| 1942 | Kid Glove Killer (sem créditos)       | Car Hop                                 | Fred Zinnemann          | Van Heflin Marsha Hunt, Lee Bowman                                                      |
| 1942 | Sunday Punch (sem créditos)           | Ringsider                               | David Miller (cineasta) | William Lundigan, Jean Rogers Dan Dailey                                                |
| 1942 | Calling Dr. Gillespie (sem créditos)  | Graduating student at Miss Hope's       | Harold S. Bucquet       | Lionel Barrymore, Philip Dorn, Donna Reed                                               |
| 1942 | Mighty Lak a Goat                     | Girl at the Bijou box office            | Herbert Glazer          | Robert Blake, John Dilson, George B. French                                             |
| 1942 | Reunion in France (sem créditos)      | Marie, a salesgirl                      | Jules Dassin            |                                                                                         |
| 1943 | Du Barry Was a Lady (sem créditos)    | Perfume Girl                            | Roy Del Ruth            |                                                                                         |
| 1943 | Hitler's Madman (sem créditos)        | Franciska Pritric a Student             | Douglas Sirk            |                                                                                         |
| 1943 | Ghosts on the Loose                   | Betty Williams Gibson                   | William Beaudine        |                                                                                         |
| 1943 | Young Ideas (sem créditos)            | Co-ed                                   | Jules Dassin            |                                                                                         |
| 1943 | Swing Fever (sem créditos)            | Receptionist                            | Tim Whelan              |                                                                                         |
| 1943 | Lost Angel (sem créditos)             | Hat Check Girl                          | Roy Rowland             |                                                                                         |
| 1944 | Two Girls and a Sailor (sem créditos) | Dream Girl                              | Richard Thorpe          |                                                                                         |
| 1944 | Three Men in White                    | Jean Brown                              | Willis Goldbeck         |                                                                                         |
| 1944 | Maisie Goes to Reno                   | Gloria Fullerton                        | Harry Beaumont          |                                                                                         |
| 1944 | Blonde Fever (sem créditos)           | Bit Role                                | Richard Whorf           |                                                                                         |
| 1945 | She Went to the Races                 | Hilda Spotts                            | Willis Goldbeck         |                                                                                         |
| 1946 | Whistle Stop                          | Mary                                    | Léonide Moguy           |                                                                                         |
| 1946 | The Killers (1946)                    | Kitty Collins                           | Robert Siodmak          | Burt Lancaster, Edmond O'Brien                                                          |
| 1947 | Singapore                             | Linda Grahame/Ann Van Leyden            | John Brahm              | Fred MacMurray, Roland Culver                                                           |
| 1947 | The Hucksters                         | Jean Ogilvie                            | Jack Conway             | Clark Gable, Deborah Kerr, Sydney Greenstreet, Adolphe Menjou                           |
| 1948 | One Touch of Venus                    | Venus                                   | William A. Seiter       | Robert Walker, Dick Haymes                                                              |
| 1949 | The Bribe                             | Elizabeth Hintten                       | Robert Z. Leonard       | Robert Taylor, Charles Laughton                                                         |
| 1949 | The Great Sinner                      | Pauline Ostrovsky                       | Robert Siodmak          | Gregory Peck, Melvyn Douglas, Walter Huston                                             |
| 1949 | East Side, West Side                  | Isabel Lorrison                         | Mervyn LeRoy            | Barbara Stanwyck, James Mason, Van Heflin                                               |
| 1951 | Pandora and the Flying Dutchman       | Pandora Reynolds                        | Albert Lewin            | James Mason, Nigel Patrick                                                              |
| 1951 | My Forbidden Past                     | Barbara Beaurevel                       | Robert Stevenson        | Robert Mitchum, Melvyn Douglas                                                          |
| 1951 | Show Boat                             | Julie LaVerne                           | George Sidney           | Kathryn Grayson, Howard Keel, Joe E. Brown                                              |
| 1952 | Lone Star                             | Martha Ronda                            | Vincent Sherman         | Clark Gable, Broderick Crawford                                                         |
| 1952 | The Snows of Kilimanjaro              | Cynthia Green                           | Henry King              | Gregory Peck, Susan Hayward                                                             |
| 1953 | Ride, Vaquero!                        | Cordelia Cameron                        | John Farrow             | Robert Taylor, Howard Keel, Anthony Quinn                                               |
| 1953 | Mogambo                               | Honey Bear Kelly                        | John Ford               | Clark Gable, Grace Kelly                                                                |
| 1953 | Knights of the Round Table            | Guinevere                               | Richard Thorpe          | Robert Taylor, Mel Ferrer                                                               |
| 1954 | The Barefoot Contessa                 | Maria Vargas                            | Joseph L. Mankiewicz    | Humphrey Bogart, Edmond O'Brien                                                         |
| 1956 | Bhowani Junction                      | Victoria Jones                          | George Cukor            | Stewart Granger, Bill Travers                                                           |
| 1957 | The Little Hut                        | Lady Susan Ashlow                       | Mark Robson             | Stewart Granger, David Niven, Walter Chiari                                             |
| 1957 | The Sun Also Rises                    | Lady Brett Ashley                       | Henry King              | Tyrone Power, Mel Ferrer, Errol Flynn                                                   |
| 1958 | The Naked Maja                        | Maria Cayetana, Duchess of Alba         | Henry Koster            | Anthony Franciosa, Amedeo Nazzari, Gino Cervi                                           |
| 1959 | On the Beach                          | Moira Davidson                          | Stanley Kramer          | Gregory Peck, Fred Astaire, Anthony Perkins                                             |
| 1960 | The Angel Wore Red                    | Soledad                                 | Nunnally Johnson        | Dirk Bogarde, Joseph Cotten, Vittorio De Sica                                           |
| 1963 | 55 Days at Peking                     | Baroness Natalie Ivanoff                | Nicholas Ray            | Charlton Heston, David Niven                                                            |
| 1964 | Seven Days in May                     | Eleanor Holbrook                        | John Frankenheimer      | Burt Lancaster, Kirk Douglas, Fredric March                                             |
| 1964 | The Night of the Iguana               | Maxine Faulk                            | John Huston             | Richard Burton, Deborah Kerr                                                            |
| 1966 | The Bible... in the Beginning         | Sarah                                   | John Huston             | Michael Parks, Ulla Bergryd, Richard Harris, John Huston, Stephen Boyd, George C. Scott |
| 1968 | Mayerling                             | Empress Elizabeth                       | Terence Young           | Omar Sharif, Catherine Deneuve, James Mason                                             |
| 1970 | Tam Lin                               | Michaela Cazaret                        | Roddy McDowall          | Ian McShane, Richard Wattis, Cyril Cusack                                               |
| 1972 | The Life and Times of Judge Roy Bean  | Lily Langtry                            | John Huston             | Paul Newman, Roy Jenson, Gary Combs                                                     |
| 1974 | Earthquake                            | Remy Royce-Graff                        | Mark Robson             | Charlton Heston, George Kennedy, Lorne Greene                                           |
| 1975 | Permission to Kill                    | Katina Petersen                         | Cyril Frankel           | Dirk Bogarde, Bekim Fehmiu                                                              |
| 1976 | The Blue Bird                         | Luxury                                  | George Cukor            | Elizabeth Taylor, Jane Fonda, Cicely Tyson                                              |
| 1976 | The Cassandra Crossing                | Nicole Dressler                         | George P. Cosmatos      | Sophia Loren, Richard Harris, Burt Lancaster                                            |
| 1977 | The Sentinel                          | Miss Logan                              | Michael Winner          | Chris Sarandon, Cristina Raines, Matin Balsam                                           |
| 1979 | City on Fire                          | Maggie Grayson                          | Alvin Rakoff            | Henry Fonda, Susan Clark                                                                |
| 1980 | The Kidnapping of the President       | Beth Richards                           | George Mendeluk         | William Shatner, Hal Holbrook                                                           |
| 1981 | Priest of Love                        | Mabel Dodge Luhan                       | Christopher Miles       | Ian McKellan, Janet Suzman, John Gielgud                                                |
| 1982 | Regina Roma                           | Mama                                    | Jean-Yves Prate         | Anthony Quinn, Ray Sharkey, Anna Karina                                                 |
| 1985 | A.D. (minisseries)                    | Agrippina                               | Stuart Cooper           | Anthony Andrews, Colleen Dewhurst                                                       |
| 1985 | Knots Landing (seriado)               | Ruth Galveston (5 episódios)            | David Jacobs            | Michele Lee, Ted Shackelford                                                            |
| 1985 | The Long Hot Summer (TV)              | Minnie Littlejohn                       | Stuart Cooper           | Don Johnson, Jason Robards, Judith Ivey, Cybill Shepherd                                |
| 1986 | Harem (TV)                            | Kadin                                   | William Hale            | Nancy Travis, Art Malik, Sarah Miles                                                    |